# السياحة في النمسا

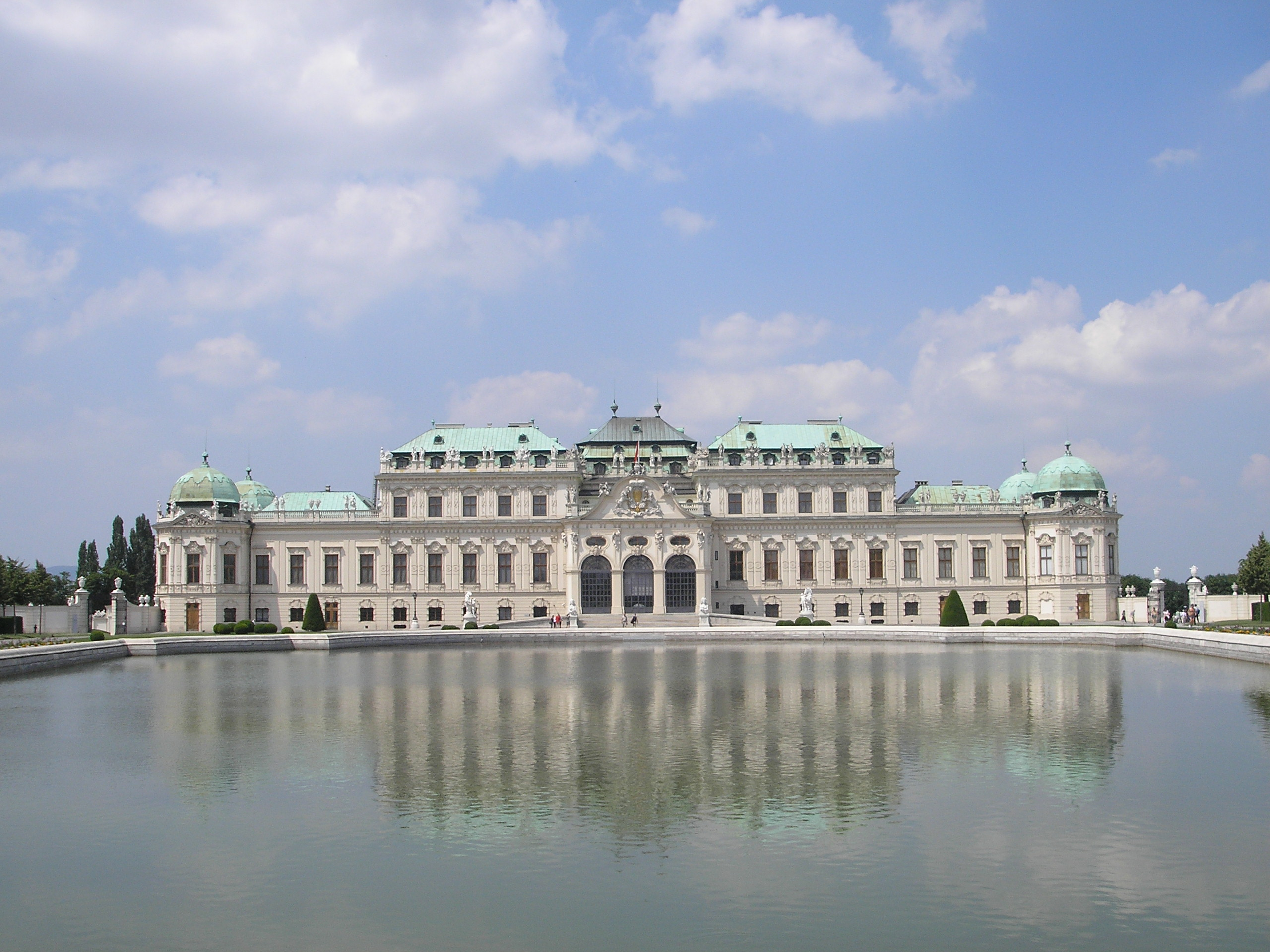
قصر بيلفيدير في فيينا

السياحة في النمسا السياحة هي جزء مهم في اقتصاد النمسا وتمثل 9% من الاقتصاد النمساوي، يزور السواح النمسا في الصيف و الشتاء، وتعتبر مدينة فيينا عاصمة النمسا أكثر مدينة يزورها السواح ثُم تليها مدينة سالزبورغ، من أبرز الأماكن السياحية في النمسا هي كاتدرائية القديس إسطيفانوس في فيينا و قصر بلفيدير، ويزور السواح النمسا من أجل ممارسة تزحلق على الثلج في جبال الألب في الشتاء.

## أبرز الوجهات في النمسا:
- فيينا : وهي العاصمة و اكبر ولاية في النمسا تضم تاريخ عريق من القصور القديمة و اهم هذه القصور هو قصر الشونبرون و الحدائق و شوارع المشاة و من اهم الساحات هي ساحة القديس ستيفان .
- سالزبورغ : عاصمة الاقليم و كسبت شهرة كبيرة بعد تصوير فلم لحن الحياة بالمدينة عام 1965
- زيل ام سي : قرية صغيرة على بحيرة زيل تابعة لولاية سالزبورغ و هي وجهة منتعشة طوال العام صيفاً و شتاء
- تيرول : هذه الولاية تقع بالكامل في سفوح جبال الالب و تحدها من الشمال المانيا و من الجنوب ايطاليا و من الشرق ليخنشتاين و سويسرا .

## المطارات في النمسا:
على الرغم من وجود الكثير من المطارات الدولية في النمسا إلا ان أكثر حركة السياح تعبر للنمسا من خلال مطار ميونخ الدولي و الذي يبعد عن كل من :
- سالزبورغ 145 كلم
- زيلامسي 180 كلم
- انسبروك 160 كلم

## تأشيرة النمسا:
تعتبر النمسا احدى دول الشنغن و يجب الحصول على تأشيرة شنغن من احدى الدول الأعضاء لكل حامل جواز اجنبي يتطلب دخولة تأشيرة، و يمكن الحصول على تأشيرة الشنغن بالتقديم عن طريق ممثليات السفارات النمساوية في الخارج و حجز موعد ثم تقديم الطلب و تبلغ رسوم التأشيرة حالياً 80 يورو للبالغين اما للأطفال مجانا .

## رسوم للطرق السريعة في النمسا:
في حال كان لديك سيارة فأنت بحاجة إلى ملصق تضعه على الزجاج الأمامي للسيارة ويسمى Vignette بقيمة 9.4 يورو لعشرة أيام أو 27.4 لشهرين تجده في أغلب محطات الوقود على الحدود النمساوية أو قبل الوصول لها.

## وصلات خارجية:
- النمسا ترافيل ديف